# ハーロウ&ウィールドストーン駅
ハーロウ&ウィールドストーン駅（ハーロウ&ウィールドストーンえき、英語: Harrow & Wealdstone station）は、ロンドンのハーロウ区にある地下鉄ベーカールー線／ワットフォード直流線とウェスト・コースト本線の駅である。
ロンドン地下鉄、ロンドン・オーバーグラウンド、ロンドン・ノースウェスタン・レールウェイ（ウェスト・ミッドランズ・トレインズ）、サザン（ゴヴィア・テムズリンク・レールウェイ）の列車が乗り入れている。

## 駅構造
1番線から6番線まである。
1番線は、ベーカールー線（当駅どまり）とロンドン・オーバークラウンド（ワットフォード・ジャンクション駅行き）の共用ホームである。2番線は、ベーカールー線（当駅始発）の都心部方面とロンドン・オーバーグラウンド（ユーストン駅行き）の列車が発着する。3、4番線は通過線であり、緊急時以外は立入禁止となっている。5、6番線は、ロンドン・ノースウェスタン・レールウェイとサザンの共用ホームである。5番線は郊外のミルトン・キーンズ・セントラル駅やバーミンガム・ニューストリート駅方面、6番線は都心部のユーストン駅、イースト・クロイドン駅方面のホームとなっている。なお、ロンドン・ノースウェスタン・レールウェイとサザンでは列車の停車駅が異なるので注意を要する。6番線の場合、ロンドン・ノースウェスタン・レールウェイの次の停車駅は終点ユーストン駅であるが、サザンの場合、次の停車駅はウェンブリー・セントラル駅である。

## 駅設備
1番線を除き各ホームに待合室が設置されている。1番線のホームには売店がある。トイレは駅の外にある。車椅子用のエレベータは各ホームの中ほど階段の隅にある。1番線から2番線に入れるように、ワットフォード・ジャンクション駅側に引込み線がある。また、遅延時対策用にケントン駅側に渡り線がある。

## 隣の駅
ロンドン交通局
■ロンドン地下鉄ベーカールー線
ケントン駅 - ハーロウ&ウィールドストーン駅
■ロンドン・オーバーグラウンド
ケントン駅 - ハーロウ&ウィールドストーン駅 - ヘッドストーン・レーン駅
ナショナル・レール
■ロンドン・ノースウェスタン・レールウェイ（ウェスト・ミッドランズ・トレインズ）
ユーストン駅／ウェンブリー・セントラル駅 - ハーロウ&ウィールドストーン駅 - ブッシー駅／ワットフォード・ジャンクション駅
■サザン（ゴヴィア・テムズリンク・レールウェイ）
ウェンブリー・セントラル駅 - ハーロウ&ウィールドストーン駅 - ワットフォード・ジャンクション駅